# David Victor
Pour les articles homonymes, voir Victor.
David Victor est un producteur, scénariste et compositeur ukrainien né à Odessa le 22 août 1910 et mort à Los Angeles le 18 octobre 1989.

## Filmographie
Sauf indication contraire, les informations mentionnées dans cette section peuvent être confirmées par la base de données cinématographiques IMDb,  présente dans la section « Liens externes ».

### producteur

#### Cinéma
- 1966 : Un espion de trop (en) (One Spy Too Many) de Joseph Sargent

#### Télévision

##### Séries télévisées
- 1959-1961 : The Rebel (en) (74 épisodes)
- 1961-1966 : Le Jeune Docteur Kildare (Dr. Kildare) (171 épisodes)
- 1967 : Dundee and the Culhane (en)
- 1969-1976 : : Docteur Marcus Welby (Marcus Welby, M.D.) (170 épisodes)
- 1971 : Opération Omega (Vanished) (2 épisodes)
- 1971-1974 : Owen Marshall, Counselor at Law (en) (70 épisodes)
- 1973-1974 : Griff (en) (12 épisodes)
- 1974-1975 : Lucas Tanner (en) (23 épisodes)
- 1976 : McNaughton's Daughter (mini-série)
- 1976-1977 : Kingston : Confidential (en) (14 épisodes)
- 1978 : Les Quatre Filles du docteur March (Little Women) (mini-série)

##### Téléfilms
- 1972 : The Bravos (en) de Ted Post
- 1972 : All My Darling Daughters de David Lowell Rich
- 1972 : The Woman I Love de Paul Wendkos
- 1973 : L'Homme qui s'appelait Jean (Portrait: A Man Whose Name Was John) de Buzz Kulik
- 1973 : Assurance sur la mort (en) (Double Indemnity) de Jack Smight
- 1973 : My Darling Daughters' Anniversary de Joseph Pevney
- 1973 : Legend in Granite de Jack Smight
- 1974 : Indict and Convict de Boris Sagal
- 1974 : Live Again, Die Again (en) de Richard Colla
- 1974 : The Man from Independence (en) de Jack Smight
- 1974 : The Chadwick Family de David Lowell Rich
- 1974 : Man on the Outside de Boris Sagal
- 1975 : The Family Nobody Wanted de Ralph Senensky
- 1979 : Les Femmes en blanc (Women in White) de Jerry London
- 1982 : La mémoire fracturée (Memories Never Die) de Sandor Stern

### Scénariste

#### Cinéma
- 1957 : Femme d'Apache (Trooper Hook) de Charles Marquis Warren

#### Télévision

##### Séries télévisées
- 1955 : Lassie (saison 2, épisode 6)
- 1960 : Le Monde merveilleux de Disney (saison 7, épisode 7 et 8)

##### Téléfilms
- 1972 : The Bravos (en) de Ted Post
- 1974 : The Chadwick Family de David Lowell Rich